# Lepidobolus
Lepidobolus  es un género con dos especies de plantas herbáceas perteneciente a la familia Restionaceae. Es originario de Australia.

## Especies deLepidobolus
A continuación se brinda un listado de las especies del género Lepidobolus aceptadas hasta mayo de 2011, ordenadas alfabéticamente. Para cada una se indica el nombre binomial seguido del autor, abreviado según las convenciones y usos, y la publicación válida.
- Lepidobolus basiflorus Pate & Meney, Telopea 6: 655 (1996).
- Lepidobolus chaetocephalus F.Muell., Fragm. 8: 84 (1873).
- Lepidobolus deserti Gilg ex Diels & Pritz., Bot. Jahrb. Syst. 35: 91 (1904).
- Lepidobolus drapetocoleus F.Muell., Fragm. 8: 84 (1873).
- Lepidobolus preissianus Nees in J.G.C.Lehmann, Pl. Preiss. 2: 66 (1846).
- Lepidobolus preissianus subsp. preissianus.
- Lepidobolus preissianus subsp. volubilis (Nees) B.G.Briggs & L.A.S.Johnson, Telopea 8: 28 (1998).
- Lepidobolus spiralis Meney & K.W.Dixon, Telopea 6: 656 (1996).